# Phraya Manopakorn Nitithada
Phraya Manopakorn Nitithada, född 1884, död 1948, var en thailändsk politiker. Han var Thailands premiärminister mellan 1932 och 1933. Han blev landets första premiärminister när parlamentarismen infördes efter revolutionen i Siam.